# Bigos
Bigos ili Bigoš je poznati lovački gulaš tradicionalno jelo tipično u poljskoj, litvanskoj, bjeloruskoj i ukrajinskoj kuhinji, smatra se poljskim i ukrajinskim nacionalnim jelom.
Ne postoji jedinstveni recept za ukusan gulaš od kupusa i mesa, tako i recepti variraju od regije do regije i od obitelji do obitelji. Tipični sastojci uključuju nekoliko vrsta mesa, kobasica, kiselog i svježeg kupusa, gljiva, suhog voća i začina.
Bigos se obično jede uz pire krumpir ili raženi kruha. Kao i kod mnogih drugih variva, bigos se može držati na hladnom mjestu ili hladnjaku, a zatim dogrijavati kasnije, okus mu se pojačava kada se ponovo podgrije.